# Partito Contadino del Turkmenistan
Il Partito Contadino del Turkmenistan (in turkmeno Türkmenistanyň agrar partiýasy) è un partito politico turkmeno, fondato il 28 settembre 2014.
Uno dei tre partiti politici registrati in modo ufficiale e legale esistenti in Turkmenistan. È rappresentato nell'Assemblea del Turkmenistan.

## Critiche
Il partito sostiene la politica del presidente Gurbanguly Berdimuhamedow. Secondo i critici, il partito è stato fondato solamente per dare l'illusione di elezioni multipartitiche.

## Risultati elettorali
| Elezione          | % | Seggi    |
| ----------------- | - | -------- |
| Parlamentari 2018 |   | 11 / 125 |
| Parlamentari 2023 |   | 24 / 125 |

| Elezione           | Elezione | Candidato          | %    | Esito                |
| ------------------ | -------- | ------------------ | ---- | -------------------- |
| Presidenziali 2017 | I turno  | Durdygylych Orazov | 0,06 | ❌ Non eletta/o (9º) |
| Presidenziali 2022 | I turno  | Agajan Bekmyradow  | 7,22 | ❌ Non eletta/o (3º) |